# Hermann Weratschnig

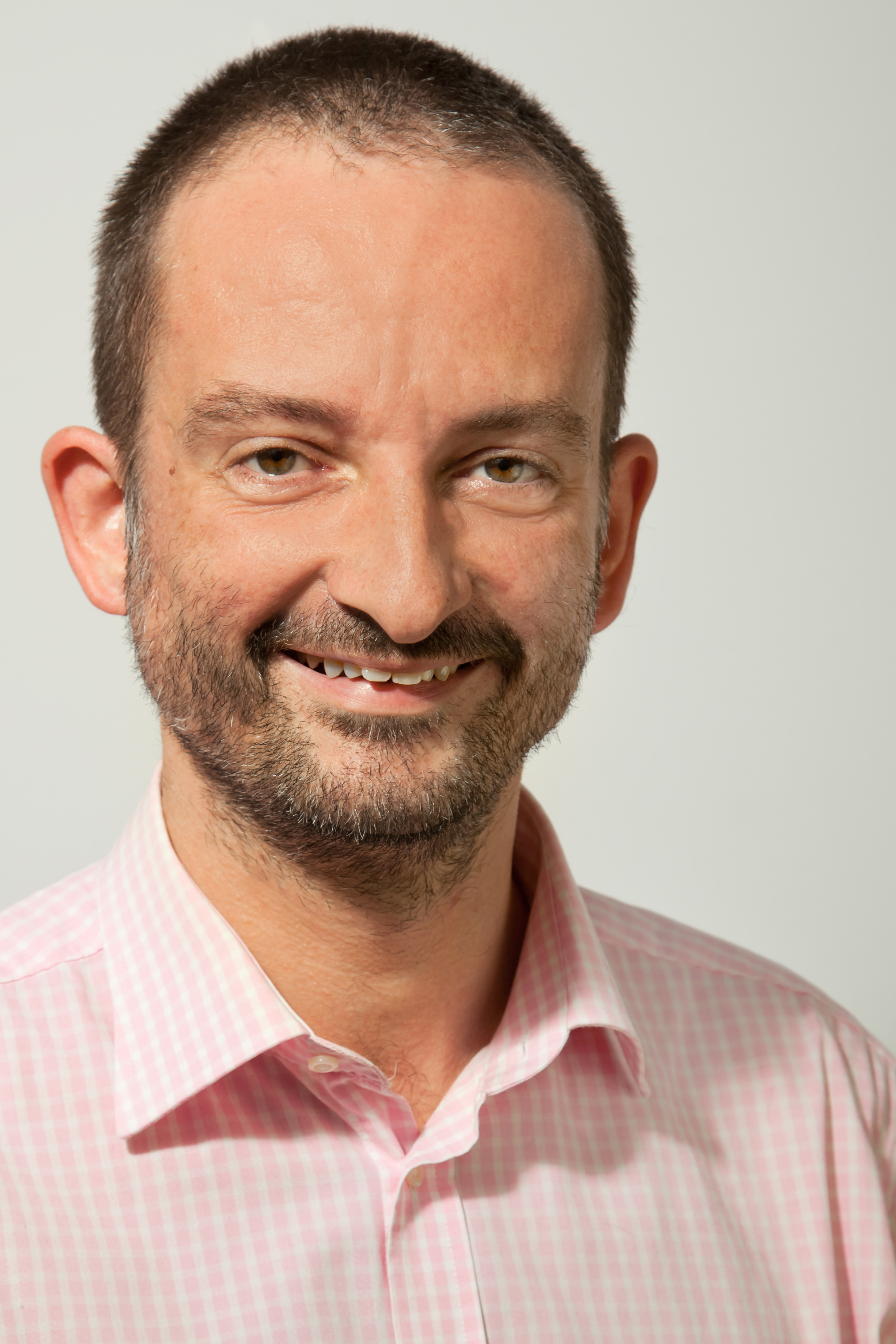
Hermann Weratschnig (2012)

Hermann Weratschnig (* 26. April 1975 in Schwaz) ist ein österreichischer Politiker (GRÜNE) und Kleinunternehmer. Er war von 2013 bis 2018 Abgeordneter zum Tiroler Landtag und dessen 2. Landtagsvizepräsident. Bei der Nationalratswahl 2019 trat er auf Platz 2 der Tiroler Landesliste der Grünen an und erhielt das zweite Tiroler Grundmandat der Partei.

## Ausbildung und Beruf
Hermann Weratschnig legte 1994 die Matura am Bischöflichen Gymnasium Paulinum in Schwaz ab. Er absolvierte 2008 die Befähigungsprüfung als Immobilientreuhänder und schloss 2011 ein Bachelorstudium in Politikwissenschaft an der Universität Innsbruck ab. 2012 beendete er zudem ein Masterstudium im Bereich Business Administration mit dem akademischen Grad MBA.
Hermann Weratschnig betrieb zwischen 2000 und 2011 gemeinsam mit einem Partner die GM-Handels-GmbH, die sich mit Maschinenservice und Wartung sowie EDV-Firmenkundenbetreuung beschäftigte. Von 2009 bis 2012 war er zudem bei der Kanzlei Geisler in der Jungunternehmerberatung beschäftigt. Seit 2010 ist er Lehrbeauftragter des WIFI Tirol, wobei er Kurse im Bereich Ausbildertraining, Unternehmerrecht, Fachakademie IT, Befähigungsprüfung Gastronomie und Meisterprüfungen Arbeitsrecht hält.

## Politik und Funktionen
Hermann Weratschnig war von 1990 bis 1997 Vorstandsmitglied der Interessengemeinschaft zum Schutz von Biotopen (ISB) und gehörte 1992 zu den Gründungsmitgliedern des Transitforum Austria. Er wurde 1994 Vorstandsmitglied im Umweltdachverband Österreich und übernahm 1996 die Funktion des Bezirkssprechers der Grünen im Bezirk Schwaz. Er wirkte in der Folge von 1998 bis 2004 als Gemeinderat in der Stadt Schwaz und wurde 2002 Umweltreferent sowie 2004 amtsführender Stadtrat. Des Weiteren stieg er 2010 zum Obmann-Stellvertreter des Transitforum Austria Tirol und 2011 zum Mitglied des Landesvorstands der Tiroler Grünen auf. Nach der Landtagswahl 2013 wurde Weratschnig am 24. Mai 2013 als Abgeordneter zum Tiroler Landtag angelobt und am selben Tag zum 2. Vizepräsidenten des Landtags gewählt. Er erhielt 24 Stimmen, 12 Abgeordnete stimmten gegen Weratschnig. Er war seitdem auch Mitglied im Ausschuss für Land- und Forstwirtschaft, Verkehr und Umwelt, Mitglied im Finanzkontrollausschuss, Mitglied im Notstandsausschuss und Mitglied im Obleuterat. Seit 2019 ist er Abgeordneter zum Nationalrat.
Am 28. März 2018 folgte ihm Stephanie Jicha als zweite Landtagsvizepräsidentin nach.
Im November 2023 wurde Weratschnig gemeinsam mit Barbara Neßler bei einer Online-Wahl unter den grünen Mitgliedern als Spitzenkandidat der Tiroler Grünen für die Nationalratswahl 2024 nominiert.

## Privates
Hermann Weratschnig ist ledig, Vater einer 2002 geborenen Tochter und lebt in Schwaz.